# Distrito de Tapay
El distrito de Tapay es uno de los veinte distritos que conforman la provincia de Caylloma en el departamento de Arequipa, bajo la administración del Gobierno regional de Arequipa, en el sur del Perú.
Desde el punto de vista jerárquico de la Iglesia católica forma parte de la Arquidiócesis de Arequipa.

## Historia
El distrito fue creado en los primeros años de la República, siendo el lugar aposento de una etnia que practicó la agricultura de granos y frutales más antiguos en el valle del Colca, como han demostrado las investigaciones antropológicas y etnográficas como los andenes de Chihuirhua en Ccaccatapay.
Tapay no llegó a tener influencia Wari o Aimara debido a su aislamiento.

## Geografía
Tapay es un vallecito interandino, con una pendiente en sus andenes de más de 60° de elevación. Se ubica en el centro del gran cañón del río Colca. 

## Economía
Tapay se caracteriza por el sembrío de árboles frutales en varios estratos ecológicos, frutas como chirimoya, tuna, el pacay de Tapay, guayabas, lúcumas, membrillos, así como nueces.

## División administrativa
El distrito de Tapay tiene ocho anexos:
- San Juan de Chuccho
- Cosñirhua - Malata
- Llatica
- Paclla
- Fure
- Toccallo
- Puna Chica
- Puna Grande

## Folklore

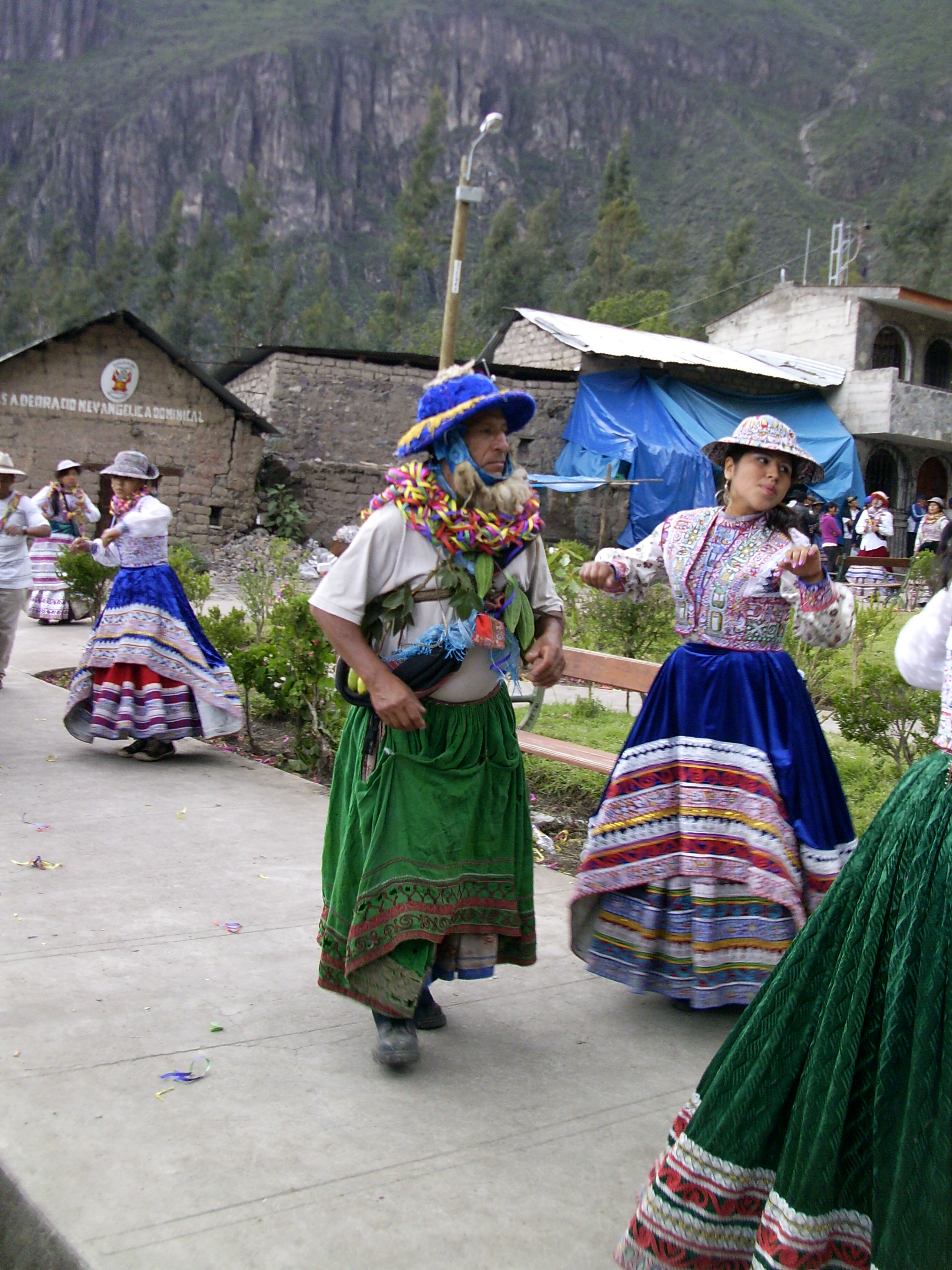
"Machu Wititi" en la cuna del Witi Witi.

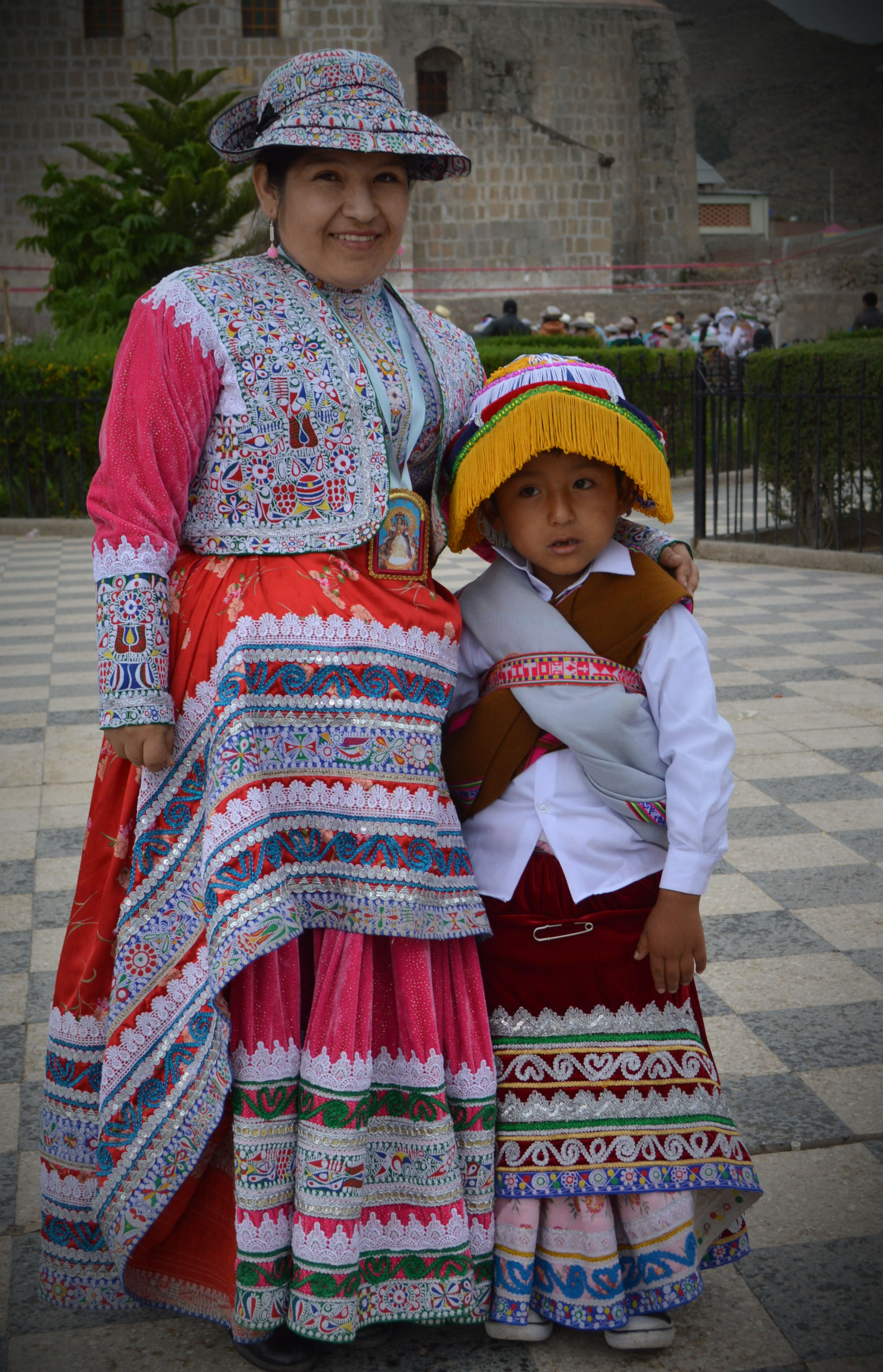
Traje típico de danzantes del Witiwiti.

En este distrito se practica la danza originaria de los "Witiwitis" una danza en honor al preludio amoroso con pleitesía a la reproducción y a la abundancia ancestral de culto a la Pachamama, reflejado en el final del Tinkachu o culto de agradecimiento a la abundancia y reproducción. Dicha danza es principalmente jocosa, carnavalesca y romántica, que todavía perdura en los Machuwititis. 
Otra música es la Huayllacha como expresión de la alegría en medio de una naturaleza biodiversa.

## Autoridades

### Municipales
- 2011-2014[3]
  - Alcalde: Concepción Gusmán Huacallo Tejada, del Partido Alianza para el Progreso (APEP).
  - Regidores: Bernardo Lorenzo Taco Álvarez (APEP), Verónica Inés Puma Ala (APEP), Leocario Leandro Calachua Quico (APEP), Ramón Félix Ccaza Puma (APEP), Pablo Jhonny Mendoza Huamaní (APRA).
- 2007-2010
  - Alcalde: Isidro Ulises Llanquecha Salas, de Fuerza Democrática / Raúl Melitón Mamani Picha.

## Festividades
- Virgen de la Candelaria
- Santa María Magdalena

## Atractivos turísticos
- Ruinas pre-incaicas de Ccaccatapay, es el pueblo antiguo de lo que es hoy Tapay, es un centro poblado amurallado con piedras y toda su arquitectura está hecha de piedras, queda a 1 km del pueblo del hoy Tapay.
- Tumbas Colgantes en los acantilados de los ríos Cincomayu y Colca.
- Catarata de "Huaruro" en el anexo de Llatica, en el río del mismo nombre.
- Cataratas de Phure y Toccallo.
- Puente Inca de "Chakapata".
- Bosque de Yaretas de Tambomayo.
- Quebrada de Tarucas en Uchuychaca.